# Выпуск 1847 года (Вест-Пойнт)
Выпуск 1847 года в американской военной академии Вест-Пойнт дал стране 5 бригадных генералов и 8 генерал-майоров, в том числе одного главнокомандующего Потомакской армией. Из 13-ти генералов, участников гражданской войны, 11 служило в армии Севера и только двое — в армии Юга.
Первые 9 кадетов выпуска  получили постоянные звания второго лейтенанта, остальные - временные звания.
Суперинтендантом академии в 1847 году был Генри Брювертон.
| Имя                  | ранг | штат | звание                  | примечания |
| -------------------- | ---- | ---- | ----------------------- | --- |
| Джон Симмес          | 1    | KY   | капитан                 | Преподаватель Вест-Пойнта (1847—1849), уволился из армии в 1861 |
| Джон Гамильтон       | 2    | -    | полковник               | Участник Гр. Войны, получил временное звание полковника за Оласти. |
| Джозеф Вудс          | 3    | O    | полковник               | Участник осады Виксберга (1863) |
| Джулиан Макалистер   | 4    | NY   | полковник               | артиллерист армии США |
| Джордж Хаззард       | 5    | -    | полковник               | Командовал 37-м индианским полком, погиб в Семидневной битве (1862) |
| Даниель Ван Бюрен    | 6    | NY   | бригадный генерал (вр.) | офицер федеральной армии |
| Самуэль Челфин       | 7    | ILL  | полковник (вр.)         | офицер федеральной армии |
| Орландо Уилкокс      | 8    | Mich | бригадный генерал       | Командовал дивизией в Оверлендской кампании и при осаде Петерсберга. |
| Джон Мейсон          | 9    | Mich | вр. бригадный генерал   | Полковник 4-го огайского полка (участник кампании на полуострове и сражения при Энтитеме), командир бригады в сражении при Фредериксберге. |
| Джордж Паттен        | 10   | SC   | второй лейтенант        | покинул армию в 1851 году |
| Джон Дикерсон        | 11   | O    | лейтенант               | штабной офицер федеральной армии |
| Даниель Белцхувер    | 12   | PA   | лейтенант               | покинул армию в 1855 |
| Оттис Тиллинхаст     | 13   | NY   | лейтенант               | Погиб в первом сражении при Бул-Ране |
| Джеймс Фрай          | 14   | ILL  | генерал-майор (врем.)   | Офицер Огайской армии, автор книги «Operations of the Army under Buell and the Buell Commission» (1884) |
| Эмброуз Поуэлл Хилл  | 15   | VA   | генерал-лейтенант       | Командир III корпуса Северовирджинской армии. |
| Энсон Кук            | 16   | Mas  | лейтенант               | умер в 1853 |
| Горацио Гибсон       | 17   | MD   | бригадный генерал       | офицер армии Севера, получи звание подполковника за Энтитем. |
| Эмброуз Бернсайд     | 18   | Ind  | генерал-майор           | генерал, командир IX корпуса, командир Потомакской армии (1862). |
| Ричард Лонг          | 19   | PA   | второй лейтенант        | умер в 1849 |
| Джон Гиббон          | 20   | PA   | генерал-майор           | В 1854‑59 преподавал в Вест-Пойнте артиллерийское дело; федеральный генерал, командир II, XVIII и XXIV корпусов федеральной армии. |
| Клермонт Бест        | 21   | PA   | полковник               | офицер федеральной армии, получил звание подполковника за Геттисберг |
| Ромейн Эйрс          | 22   | NY   | генерал-майор           | Генерал федеральной армии, с 1863 — командир дивизии в V корпусе Потомакской армии. |
| Чарльз Гриффин       | 23   | O    | генерал-майор           | генерал федеральной армии, командир V корпуса. |
| Генри Блек           | 24   | PA   | полковник               | офицер федеральной армии, преподаватель Вест-Пойнта (1864—1870) |
| Генри Хендершот      | 25   | KY   | капитан                 | Занимался в основном рекрутской деятельностью. Покинул армию в 1863 году |
| Тредвелл Мур         | 26   | O    | подполковник            | Служил в основном квартирмейстером. |
| Томас Нейл           | 27   | PA   | вр. генерал-майор       | В 1853—1857 преподавал в Вест-Пойнте рисование, служил на фронтире, участник кампании на полуострове (полковник 23-го пенсильванского полка), командовал бригадой в сражении при Фредериксберге и Геттисберге, с 35 мая 1864 — командир 2-й дивизии VI корпуса. После войны — участник индейских войн. |
| Уильям Бёрнс         | 28   | O    | генерал-майор           | Командир бригады во время кампании на полуострове, командовал дивизией в сражении при Фредериксберге. |
| Эдвард Эбботт        | 29   | O    | первый лейтенант        | Уволился из армии в 1854 |
| Эгберт Виле          | 30   | NY   | бригадный генерал       | уволился из армии в 1853; бригадный генерал федеральной армии в 1861—1863 году |
| Вашингтон Стрит      | 31   | ILL  | Первый лейтенант        | Умер в 1852 в Техасе. |
| Монтгомери Харриссон | 32   | Ind  | Второй лейтенант        | Убит индейцами в 1849 |
| Льюис Хант           | 33   | Wis  | полковник               | Командовал 92-м нью-йоркским полком в сражении при Севен-Пайнс; после войны служил на фронтире. |
| Августас Сьюард      | 34   | NY   | вр. полковник           | Сын Уильяма Сьюарда, офицер федеральной армии, войну провел в Аризоне. |
| Петер Плимптон       | 35   | Mo   | майор                   | Офицер федеральной армии, участник сражения при Вальверде. |
| Джон де Русси        | 36   | NY   | второй лейтенант        | Умер в 1850 в форте Монро. |
| Эдвард Блейк         | 37   | SC   | капитан                 | После 1861 года — офицер армии Конфедераци, служил в штабе генерала Полка. |
| Генри Хет            | 38   | VA   | генерал-майор           | Воевал на фронтире; с весны 1863 — командир дивизии III корпуса Северовирджинской армии. |

| Выпускники 1847 года                                                                    |
| --------------------------------------------------------------------------------------- |
| - Э.П.Хилл - Ромейн Эйрс - Джон Гиббон - Орландо Уилкокс - Эмброуз Бернсайд - Генри Хет |